# Méthusaël

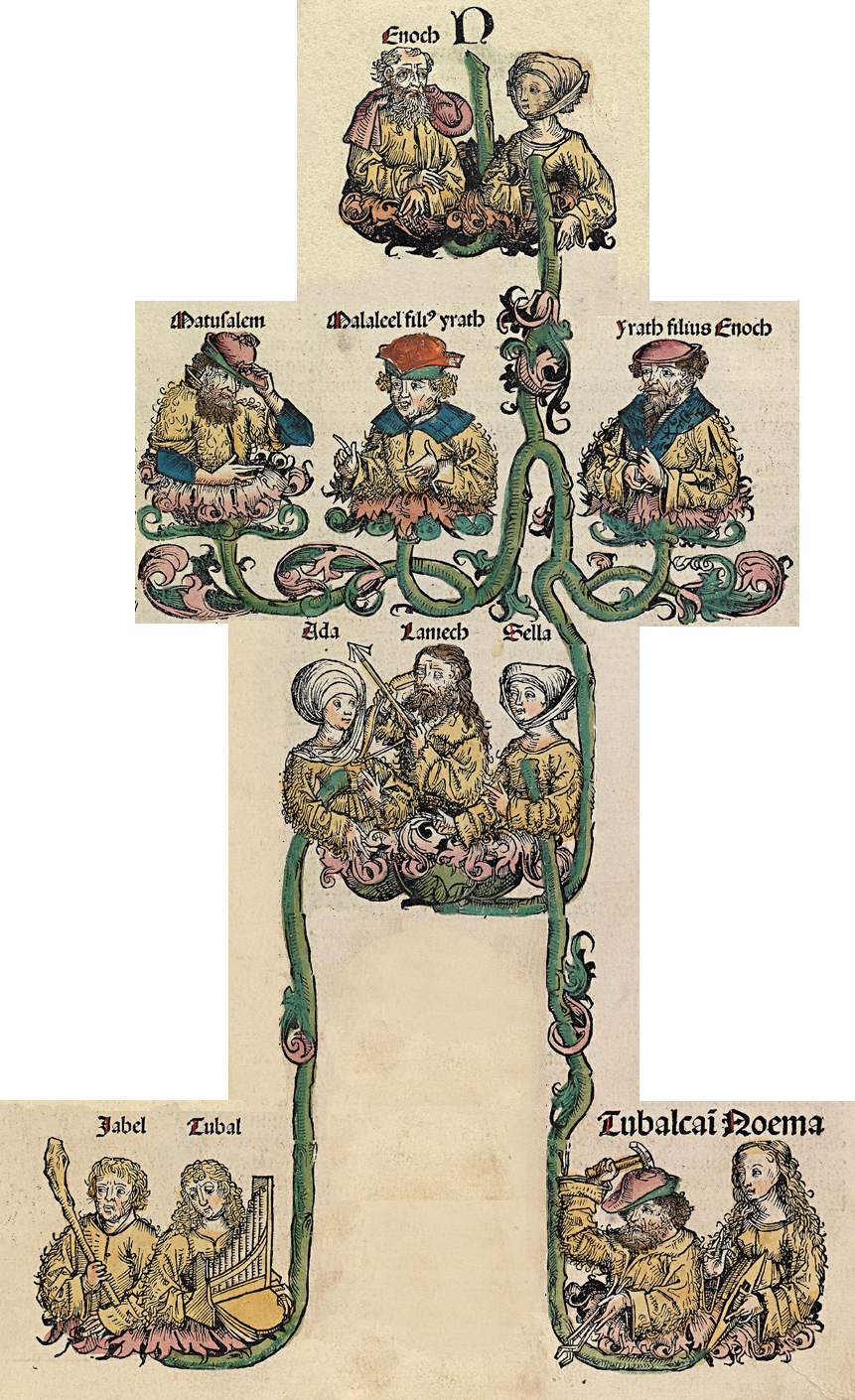
Les chroniques de Nuremberg

Dans la Genèse, Méthusaël (ou Metuschaël), qui signifie « homme de Dieu », est le fils de Méhujaël et l’arrière-arrière petit-fils de Caïn. Il est le père de Lamech.